# Edvard Westermarck
Edvard Alexander Westermarck, född 20 november 1862 i Helsingfors, död 3 september 1939 i Tenala, var en finländsk sociolog, filosof, och professor i praktisk filosofi i London 1907–1930. Han var son till Nils Christian Westermarck, universitetets kamrer, och Constance Maria Gustafva Blomqvist. Han var bror till Helena Westermarck och farfars bror till Nils och Hakon Westermarck.

## Biografi
Westermarck gjorde studieresor till Marocko, vilket resulterade i vetenskaplig produktion om äktenskap, moral och religion: Ritual and Belief in Morocco (två band, 1926). Han räknas som den finländska sociologins fader, och gav även upphov till en finsk socialantropologisk skolbildning, som var världskänd. Han studerade främst äktenskapet och dess ursprung. Han framhöll monogamin som äktenskapens grundform och vederlägger den förhärskande teorin om äktenskapets ursprung ur ett stadium av polygami och promiskuitet i The Origin of Human Marriage (1899). Hans huvudverk är The Origin and Development of the Moral Ideas (2 band, 1906–1908, svensk översättning Moralens uppkomst och utveckling, 1916). Den engelska evolutionistiska riktningen, vars främsta representant Westermarck var, menade att alla folks utveckling var desamma, fastän takten varierade. Westermarcks komparativa forskningsmetod stod i harnesk mot den franska skolan (Émile Durkheim och Marcel Mauss).
Mycket av Westermarcks livsverk om äktenskap är en löpande kritik av Sigmund Freud. Han har också skrivit en granskning av den psykoanalytiska teorin, Freuds teori om Oedipuskomplexen i sociologisk belysning (1934). Max Scharnberg skriver i The Non-Authentic Nature of Freud's Observations (1993) att Westermarcks kritik står sig än idag, och att boken kunde förtjäna en engelskspråkig nyupplaga. Westermarcks sista bok var en uppgörelse med Oidipuskomplexet. Han erkände att människor hyste avsky för äktenskap och könsumgänge inom kärnfamiljen (incest). Icke desto mindre menade han att risken var liten, eftersom människor som växer upp tillsammans brukar vara sexuellt ointresserade av varandra. Nyhetens behag var ett krav för att väcka erotiska känslor. Därmed punkterade han rädslan för syskonincest, ett fenomen som väckte stor ångest.